# Yulin (Guangxi)
Yulin (en chino, 玉林市; pinyin, Yùlín shì; literalmente, ‘bosque de jade’; en zhuang, Yoglinz Si) es una ciudad-prefectura en la región autónoma Zhuang de Guangxi, República Popular de China.

## Administración
la ciudad-prefectura de Yulin está conformada de 7 localidades que se administran en 2 distritos urbanos, 1 ciudad suburbana  y 4 condados.
Ciudad:
- Beiliu (北流市)

Distritos:
- Yuzhou (玉州区)
- Fumian (福绵管理区)

Condados:
- Rongxian (容县)
- Luchuan (陆川县)
- Bobai (博白县)
- Xingye (兴业县)

## Geografía y clima
Yulin está localizada en el sureste de la región autónoma Zhuang de Guangxi, junto a la frontera con Guangdong. Es una cuenca accidentada con un área total de 12 838 km².
El clima de Yulin es tropical, bajo influencia de los monzones. La temperatura media anual es de 21 °C. La precipitación media 1650 mm. Tiene más de 1795 horas de sol al año. Por esta ciudad pasa el trópico de Cáncer.

## Historia
Hallazgos arqueológicos sugieren asentamientos humanos anteriores a la dinastía Qin. Una comandancia con el nombre de Yulin no se creó hasta principios de la dinastía Han. El centro urbano de Yulin consiguió el título de zhou en el año 996. Desde tiempos antiguos, Yulin ha sido un centro importante de comercio y comunicación entre la China central y el sur, especialmente con la costa del golfo de Tonkín.

## Demografía
Yulin tiene una población aproximada de 5.9 millones. Posee la mayor comunidad de chinos emigrados de China, más de 800 000 personas. La mayoría de la población de Yulin son chinos han, pero hay zhuang, miao, hakka y otrosa hasta totalizar más de 100 000 personas.

## Lengua y cultura
Algunos lingüistas chinos han sugerido que el dialecto de yulin del cantonés es el mejor ejemplo del sonido del antiguo chino que ha sobrevivido, basándose en patrones de rima de poemas de la dinastía Tang.

### Festival de carne de perro
Yulin también es conocida por su festival anual de carne de perro que tiene lugar el 21 de junio. Más de 10 000 perros mueren en este festival para el consumo humano. Los informes de tratos crueles, incluida la tortura, provoca que celebridades y otras personas vayan a protestar contra el Festival. Una mujer llamada Yang Xiaoyun fue tan lejos como para pagar 150.000 yuanes para salvar a 360 perros y docenas de gatos del festival en 2014 y 7000 yuanes para salvar a 100 perros en 2015. Algunas celebridades chinas como Ai Weiwei, Chen Kun y Yang Mi, así como celebridades internacionales como Ricky Gervais, Stella McCartney, Jonas Mekas, Ian Somerhalder, Lindsay Lohan, Seth MacFarlane, Uma Thurman, Morrissey, James Marsden, Rooney Mara, Joaquin Phoenix, Colin Morgan, Sia, Brigitte Bardot, Leona Lewis, Olivia Wilde, Clint Eastwood, Lori Alan, Erykah Badu, Tom Kenny, y muchos más también tienen públicamente expresado una aversión por el festival.

## Economía
En 2004, el PIB total era de 30 000 millones de yuanes y el PIB por habitante de 5061 yuanes.
Yulin es rica en recursos naturales. Recursos minerales de importancia incluyen el granito, la piedra caliza, el hierro y las gemas. También es la fuente más importante de caolín para porcelana.
Productos agrícolas de importancia son el arroz, los plátanos, los tomates, las mandarinas, los mangos, el longan, el anís, el té, la caña de azúcar. También se cría ganado vacuno, porcino, gansos y pollos. 
Productos industriales incluyen la maquinaria, los materiales de construcción, comida procesada, productos químicos, industria farmacéutica, tabaco y cerámica.

## Turismo
Yulin posee paisajes espectaculares y una herencia cultural muy rica. Es famosa por sus fuentes termales y posee una de las torres más famosas y antiguas de China.